# Galium uliginosum
Espèce
Classification APG II (2003)
Statut de conservation UICN

 LC  : Préoccupation mineure
Le Gaillet aquatique, Gaillet des fanges ou Gaillet des tourbières (Galium uligonosum L.) est une plante herbacée de la famille des Rubiacées.

## Description
Ce gaillet mesure moins de 80 cm. Il ne faut pas le confondre avec le gaillet des marais. Il possède des mucrons, et ses feuilles sont verticillées par 6 ou 8, jamais par 4.

## Caractéristiques
Organes reproducteurs
- Couleur dominante des fleurs : blanc
- Période de floraison : juin-août
- Inflorescence : cyme d'ombelles
- Sexualité : hermaphrodite
- Pollinisation : entomogame (pollinisée par les insectes)

Graine
- Fruit : capsule (botanique)
- Dissémination : barochore

Habitat et répartition
- Habitat type : cette plante aime les sols vaseux, ou tourbeux, peu acide. C'est une espèce hygrophile, ce qui nécessite la présence importante de l'eau. Elle vit en plein soleil ou à mi-ombre.
- Aire de répartition : commune en France, sauf en région méditerranéenne où elle rare ou absente. On la rencontre jusqu'à 1 151 m d'altitude. C'est une espèce eurasiatique et subocéanique.